# Соляная (посёлок)
Соляная — посёлок в Тайшетском районе Иркутской области России. Административный центр Соляновского муниципального образования.

## География
Посёлок находится на расстоянии примерно 46 км к югу от города Тайшет, административного центра района.

## Население
| 2002 | 2010 | 2011 | 2012 |
| ---- | ---- | ---- | ---- |
| 1007 | ↘894 | ↘891 | ↘868 |

### Половой состав
По данным Всероссийской переписи, в 2010 году в посёлке проживали 894 человека (457 мужчин и 437 женщин).